# Ling Shan (berg i Kina, Hebei)
Ling Shan (kinesiska: 灵山) är ett berg i Kina. Det ligger i provinsen Hebei, i den norra delen av landet, omkring 89 kilometer väster om huvudstaden Peking. Toppen på Ling Shan är 1 807 meter över havet, eller 60 meter över den omgivande terrängen. Bredden vid basen är 0,79 km.
Runt Ling Shan är det ganska tätbefolkat, med 248 invånare per kvadratkilometer. I omgivningarna runt Ling Shan växer i huvudsak blandskog.
Genomsnittlig årsnederbörd är 656 millimeter. Den regnigaste månaden är juli, med i genomsnitt 183 mm nederbörd, och den torraste är januari, med 2 mm nederbörd.